# Žeranovice
Žeranovice (en allemand : Scheranowitz) est une commune du district de Kroměříž, dans la région de Zlín, en Tchéquie. Sa population s'élevait à 801 habitants en 2025.

## Géographie
Žeranovice se trouve à 9 km au nord-ouest de Zlín, à 15 km à l'est de Kroměříž et à 245 km au sud-est de Prague.
La commune est limitée par Martinice et Horní Lapač au nord, par Fryšták à l'est, par Racková au sud-est et au sud, et par Lechotice et Zahnašovice à l'ouest.

## Histoire
La première mention écrite du village date de 1297.

## Transports
Par la route, Žeranovice se trouve à 11 km de Zlín, à 23 km de Kroměříž, à 85 km de Brno et à 291 km de Prague.